# Anatoly Avdeyev
Anatoly Avdeyev, né le 18 octobre 1960 à Gorki, est un pentathlonien soviétique.

## Carrière
Il remporte la médaille d'or par équipe aux Championnats du monde de pentathlon moderne 1985 à Melbourne et la médaille d'argent par équipe aux Championnats du monde de pentathlon moderne 1987 à Moulins. Il dispute les Jeux olympiques d'été de 1988 à Séoul, sans remporter de médaille.